# Bitva u Turnova
Bitva u Turnova byla válečným střetem mezi českým vojskem loajálním zvolenému českému králi Jiřímu z Poděbrad, pod velením Jindřicha II. Kruhlaty z Michalovic a Felixe z Valdštejna, a hornolužického vojska vedeného Jaroslavem III. ze Šternberka v rámci tažení křížové výpravy v první fázi tzv. druhých husitských válek. Odehrála se 3. – 5. června 1468 v okolí obcí Mašov a Modřišice u Turnova v severovýchodních Čechách a skončila porážkou lužických rytířů a zahnáním křížového vojska na ústup. Velitel Čechů Jindřich Kruhlata byl však v bitvě smrtelně zraněn a nedlouho poté zemřel, což znamenalo vymření rodu pánů z Michalovic tzv. po meči.

## Pozadí
Dne 23. prosince 1466 prohlásil papež Pavel II. Jiřího z Poděbrad jako kacíře za sesazeného z trůnu a vyhlásil proti kališnickým Čechám křížovou výpravu. Útokům houfů křižáků z okolních zemí, stejně jako akcím domácí katolické Zelenohorské jednoty, vojska Jiřího z Poděbrad úspěšně čelila. Českým katolíkům měly být na pomoc poslány houfy křižáků z okolních zemí, avšak k vypravení vojenského tažení se nakonec povedlo přimět jen Ludvíka IX. Bavorského, který zároveň pomýšlel na možnost zisku českého trůnu v případě Jiřího svržení, to bylo však úspěšně zastaveno v září 1467 v bitvě u Nýrska. V březnu roku 1468 zahájil přímý boj vykonavatel papežské klatby uherský král Matyáš Korvín. Vpadl na Moravu a postupně likvidoval Jiřího pozice: postupně byla dobyta Třebíč, opevněný klášter Hradisko u Olomouce, posléze po půlročním obléhání také hrad Špilberk v Brně. 
Proti králi Jiřímu provedlo výboje také Slezsko, např. vratislavský biskup Jošt II. z Rožmberka, odražené mj. roku 1467 v bitvě u Pačkova hejtmanem Ctiborem Tovačovským z Cimburka. K loupeživým vpádům s cílem oslabit moc panovníka v příhraničních oblastech se rozhodly také katolické síly v Horni Lužici. Mocné vojsko o síle 7000 pěšáků a tisíce jezdců pod velením Jindřicha III. ze Šternberka vyrazilo patrně od Zhořelce a 29. května překročilo hranici českého království u Hrádku nad Nisou a vyjelo směrem k řece Jizeře. Po cestě se pak dopouštělo loupeží a plenění měst a vesnic.

## Průběh bitvy
O bojových událostech u Turnova se zachovaly záznamy vratislavského písaře a kronikáře Petera Eschenloera a také pak listy měšťanů z lužického Zhořelce.
Na obranu proti lužicko-slezskému vpádu se zformovaly obranné oddíly pod velením Jindřicha Michalovce z Michalovic, zvaného Kruhlaty, pána na hradě Michalovice, několik kilometrů severně od Mladé Boleslavi, a Felixe z Valdštejna, které celkem představovalo sílu asi 3000 pěšáků a 200 jezdců. Přijet na pomoc Turnovu se však výpravě nepovedlo přijet včas, v situaci protivníkovy přesily tak zaujala obranné pozice s vozovou hradbou jižně od Jizery poblíž vsí Mašov a Modřišice. Cílem výpravy byl spíše loupeživý nájezd, proto se Jaroslav ze Šternberka nechtěl pustit s českým vojskem do většího střetu, při přiblížení se k protivníkovi 3. června však řada křižáckých bojovníků jeho rozkazů nedbala a vydala se k překročení řeky Jizery a útoku na českou obrannou linii. 
Útok lužické pěchoty a jízdy byl však Čechy díky terénním podmínkám a výhodám vozové hradby úspěšně odražen a Lužičané byli s těžkými ztrátami odraženi zpět na druhý břeh Jizery. Následně se museli stáhnout zpět k Turnovu. Jejich situaci navíc ohrožovaly další české posily blížící se k místu z východu.  
Vojsko lužické křížové výpravy se dalo na ústup z Čech, při svém ústupu však vypálilo 4. června město Turnov a pobilo část jeho obyvatel. 
5. června se však českému vojsku povedlo prokopat hráze rybníků u říčky Libuňky, což zvýšilo průtok Jizery a zaplavilo lužický tábor u Nudvojovic před Turnovem. V těchto místech pak české vojsko, když voda opadla,provedlo rozhodný útok, při kterém se povedlo nepřátelskou výpravu rozprášit a získat zpět ukradenou kořist.  
Přesná čísla o zrátách nejsou známa, rozehnaná lužická výprava však jistě přišla o většinu svých bojeschopných mužů. V boji ovšem byl těžce zraněn pán Jindřich Kruhlata, jeden z vůdců českého vojska, který svým zraněním nedlouho poté podlehl.

## Hodnocení bitvy
Jiří z Poděbrad dosáhl díky vítězství těchto loajálních sil jako král výrazného vojenského a politického úspěchu, který upevnil jeho pozici mezi českou šlechtou a naopak výrazně oslabil vliv Zelenohorské jednoty. Stejně tak katolíci z Horní Lužice se pak v dalších letech neodvážili k dalšímu rozsáhlejšímu vpádu do českého vnitrozemí. Naproti tomu podzimní výprava Čechů proti Matyášovým vojskům skončila katastrofou, když v říjnové bitvě u Zvole bylo české vojsko rozprášeno a jeho velitel Zdeněk Kostka z Postupic smrtelně zraněn. Při tažení do Čech na jaře 1469 byl zastaven obklíčením vojsky krále Jiřího u Vilémova, posléze se však Korvín nechal v Olomouci korunovat českým vzdorokrálem a pak v podstatě svrchovaně vládl na Moravě až do své smrti. 
Smrt Jindřicha Kruhlaty znamenala vymření staletého rodu pánů z Michalovic. Majetek rodu získala Jindřichova sestra Magdaléna, která se provdala za Jana z Cimburka mladšího.